# Riksbankshuset, Stockholm
För Riksbankens historiska byggnader i Stockholm, se Norra Bankohuset och Södra Bankohuset

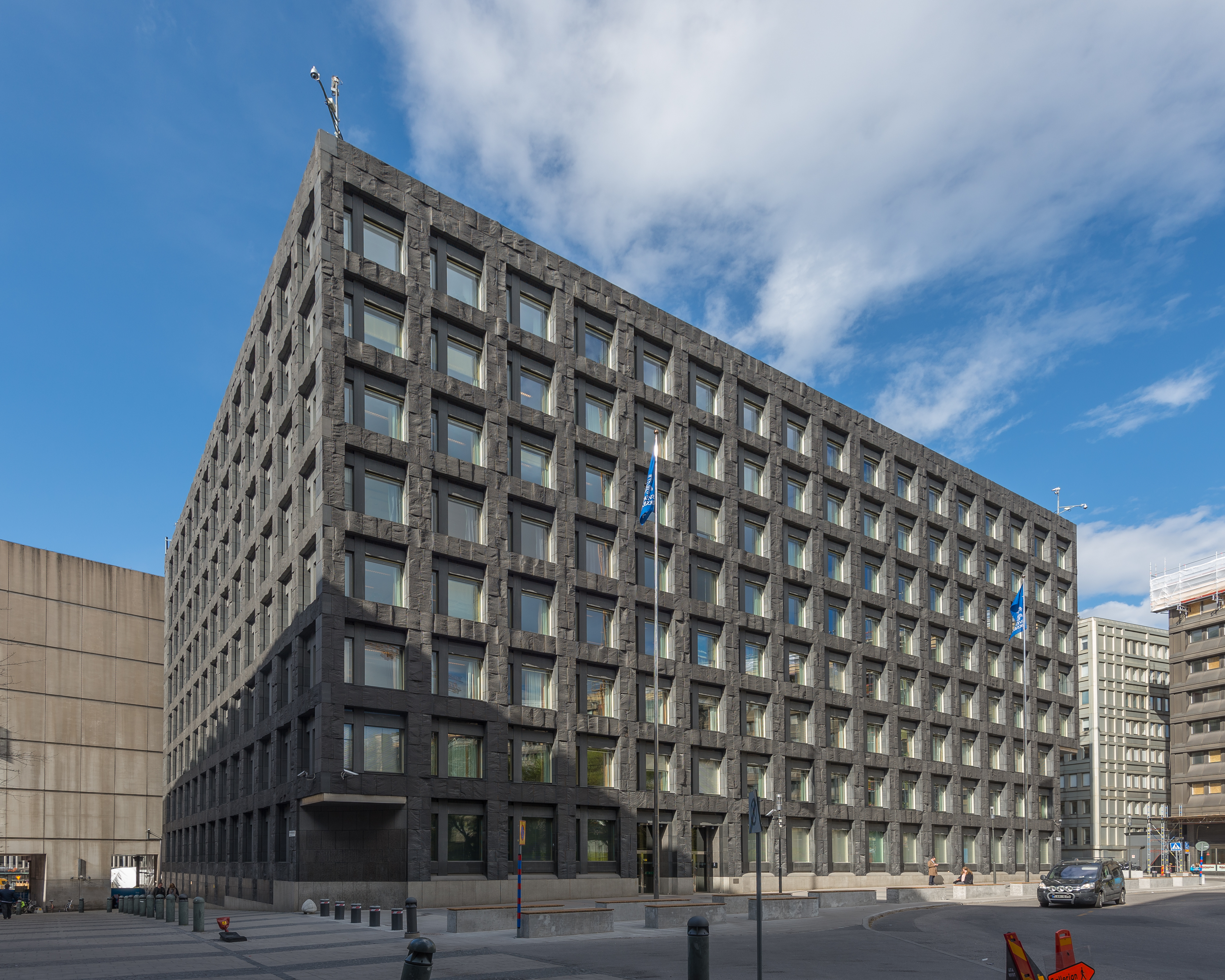
Riksbankshuset vid Brunkebergstorg 11 i Stockholm.

Riksbankshuset är Sveriges riksbanks huvudbyggnad, belägen i kvarteret Skansen vid Brunkebergstorg 11 i Stockholms city. Byggnaden är blåmärkt av Stadsmuseet i Stockholm vilket innebär "att bebyggelsen bedöms ha synnerligen höga kulturhistoriska värden".

## Historik

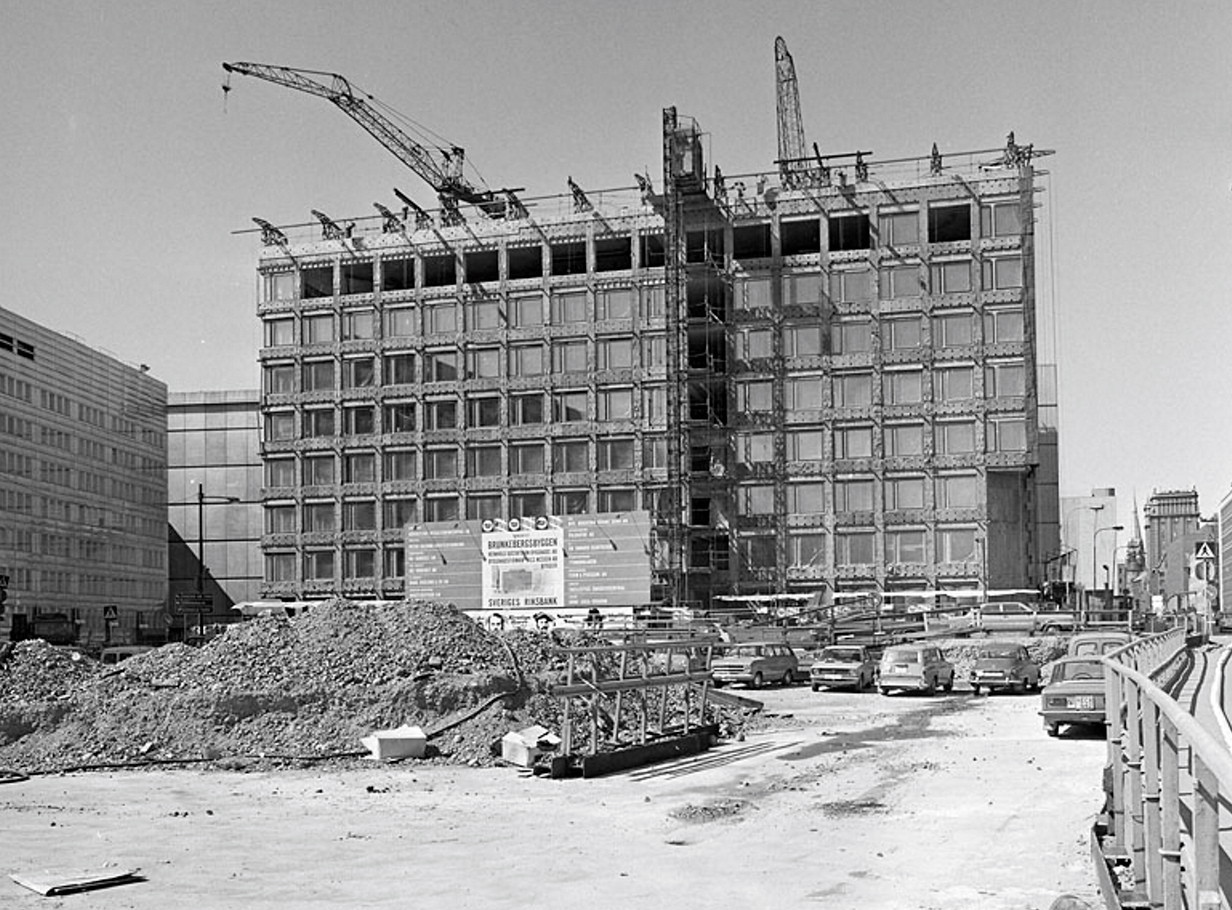
Huset under uppförandet 1976.

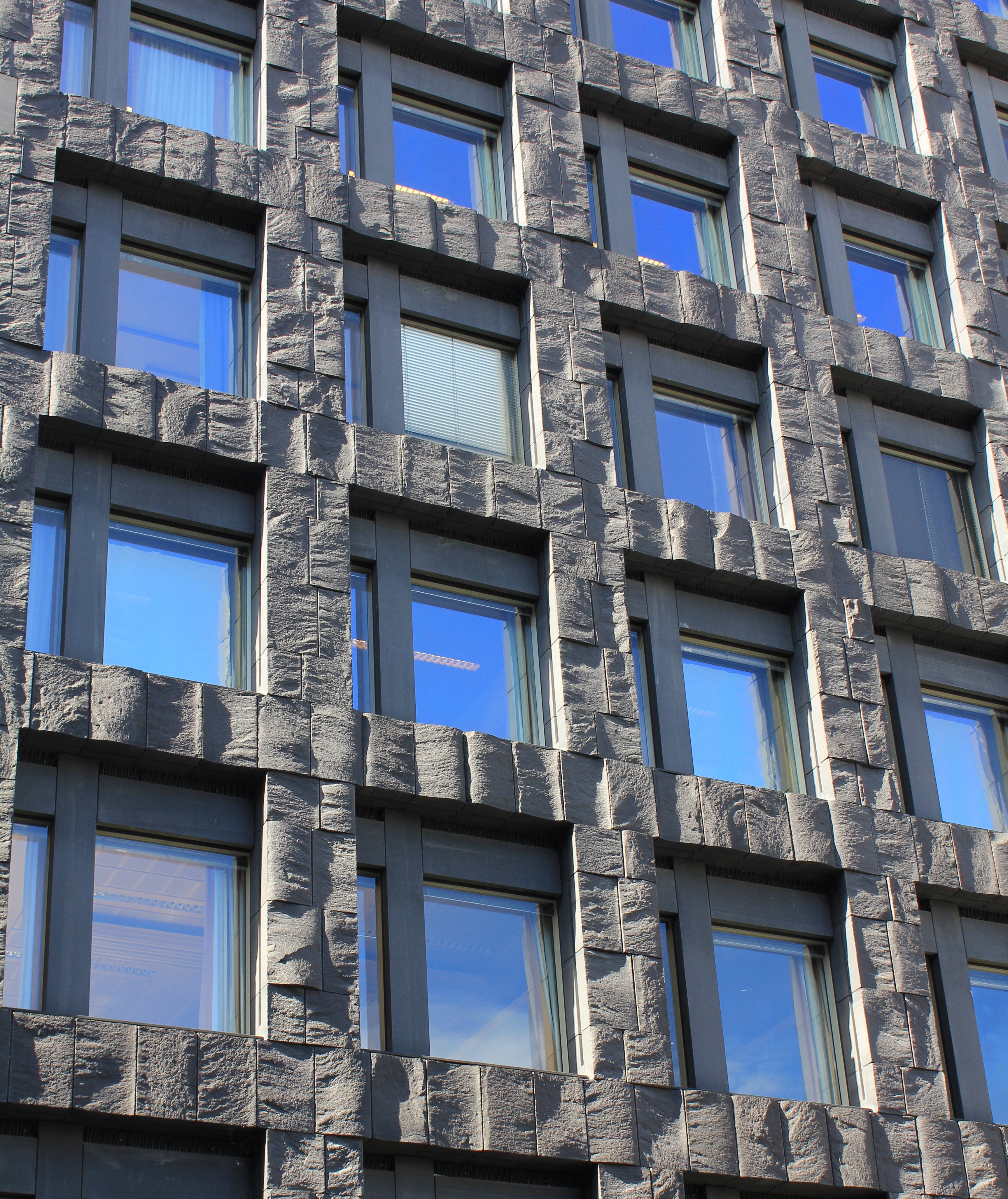
Fasaddetalj, diabasens klovytan ger huset karaktär.

I samband med ombyggnad och utvidgning av Riksdagshuset på Helgeandsholmen åren 1971–1983 lämnade Riksbanken sina gamla lokaler där, eftersom dessa skulle bli en del av det utvidgade Riksdagshuset och ge plats åt den nybyggda plenisalen. 1976 hade en ny byggnad uppförts bakom Kulturhuset, med entré mot Brunkebergstorg. Byggnaden är ritad av arkitekt Peter Celsing och hans medarbetare Jan Henriksson. Den nya byggnaden är uppförd på samma tomt, fastigheten Skansen 20, där tidigare byggnaden Brunkebergs hotell låg. Handelshögskolan i Stockholm låg i Brunkebergs hotell från sitt grundande 1909 till 1926 då skolan flyttade till en nyuppförd byggnad på Sveavägen 65.
Byggnaden invigdes den 8 april 1976.

## Arkitektur
Byggnadens fasader och interiörens detaljer har utformats konsekvent med kvadraten som utgångspunkt. Enligt arkitekturhistorikern Fredric Bedoire skulle det yttre  återspegla "gediget allvar och tyngd" medan det inre "skönhet och komfort". Fasaden mot norr är sammanbyggd med Kulturhuset och de mot öster, väster och söder kläddes med plattor av spjälkad skånsk diabas från Hägghult i Lönsboda, där alla stenblock är olika och den levande klovytan ger huset karaktär. 
Mot det strama yttre står husets interiör som är lätt och luftig och skapades i samarbete med bland andra Olle Nyman. Bankens sammanträdes- och representationslokaler samt personalrum gestaltades med paneler i björk och mattor i milda gultoner. Motionslokalen på takvåningen kröns av ett välvt och veckat tak i glas och koppar. På innergårdens fortsätter takvåningens veckade fasad. Keramiska, konstnärliga arbeten har bland annat utförts av Karin Björquist.
Riksbanksbyggnaden räknas till de mest påkostade, men också konstnärligt mest genomarbetade, verken i modern svensk arkitektur. Fastigheten klassades år 2007 genom Stadsmuseets Norrmalmsinventering som en av de mest värdefulla fastigheterna på Norrmalm. Byggnaden var en av fjorton fastigheter uppförde 1960-1989 som gavs en blåmärkning, vilket innebär att den bedöms ha "synnerligen höga kulturhistoriska värden".